# Trận Reichenbach
Trận Reichenbach là một trận đánh trong cuộc Chiến tranh Bảy năm tại châu Âu, đã diễn ra vào ngày 16 tháng 8 năm 1762 ở xung quanh và phía sau pháo đài Schweidnitz. Trong trận chiến này, quân đội Phổ dưới quyền chỉ huy của Công tước August Wilhelm xứ Brunswick-Bevern, vời sự hỗ trợ của viện binh do vua Friedrich II (Friedrich Đại đế) chỉ huy, đã đập tan một nỗ lực giải vây cho Schweidnitz vốn đang bị người Phổ vây hãm của quân đội Đế quốc Áo dưới sự chỉ huy của Thống chế Leopold Joseph von Daun. Thất bại nặng nề của quân đội Áo tại Reichenbach, cùng với chiến thắng của quân đội Phổ trong trận Burkersdorf trước đó, đã góp phần phá vỡ ý chí tiếp tục cuộc tranh giành tỉnh Schlesien của người chỉ huy quân Áo là Daun. Trận đánh ở Reichenbach được xem là một ví dụ điển hình cho thắng lợi của một lực lượng kỵ binh được chỉ huy bài bản và được sự giúp đỡ tích cực của pháo đội kỵ binh khi đương đầu các lực lượng mạnh mẽ của đối phương.
Sau khi Nga và Thụy Điển rút khỏi liên minh chống Phổ, Friedrich Đại đế đã đánh thắng quân Áo trong trận quyết định tại Burkersdorf vào tháng 7 năm 1762. Sau thắng lợi này, vào đầu tháng 8, vị Quốc vương Phổ tiến hành cuộc vây hãm Schweidnitz – một pháo đài quan trọng tại Schlesien đã từng bị người Áo đánh chiếm vào cuối năm 1761. Vua Friedrich đã phái tướng Bevern cầm đầu một đạo quân án ngữ gần Reichenbach, để canh giữ những đoạn đường từ Eulen-Gebirge. Với mong muốn giải nguy cho Schweidnitz, Daun nghĩ rằng cơ hội đã đến với ông để tiêu diệt chi đội dưới quyền Bevern vốn được đặt tách rời khỏi phần binh lực còn lại của Phổ. Và, vị Thống chế Áo đã sai các tướng Franz Moritz Lacy, Beck, O'Donnell và St. Ignon, với các quân đoàn riêng rẽ, giáng một đòn vào quân Phổ từ mọi phía. Và, vào lúc 5 giờ sáng ngày 16 tháng 8, lực lượng của Bevern đã bắt đầu hứng chịu sự tấn công của quân Áo. Mặc dù rơi vào tình thế bất lợi, Bevern đã chống trả mạnh mẽ trước 4 đội hình hàng dọc của quân Áo. Tuy đã thể hiện khả năng của mình trong chiến đấu, trước ưu thế về quân số của địch thủ, Bevern đã có dấu hiệu nhường bước khi đội quân của ông bất ngờ được tăng viện và đảo ngược tình hình: Friedrich Đại đế đã chi viện tất cả mọi lực lượng mà ông có thể chiêu tập được cho Bevern. Friedrich đã lên lưng con chiến mã Cossack Cäsar của ông, ngoài ra lực lượng kỵ binh Phổ đã phóng ngựa từ doanh trại của ông tại Peterswaldau đến chiến trường. Quân kỵ binh của Vương công xứ Württemberg đã tấn công quân đoàn của O'Donnel, và buộc quân Áo phải tháo chạy sau một trận đánh bằng kỵ binh ấn tượng nhưng hầu như là không đổ máu. Khi ấy, lực lượng pháo binh hạng nhẹ của Phổ đã kéo đến, và tiếp bước họ là bản thân Friedrich và một nhóm bộ binh dưới quyền ông. Từ mọi phía, quân Áo đã rút chạy.
Sau thất bại đắt giá của quân đội Áo tại trận Reichenbach, Daun đã triệt binh và Scharfenebeck và ở đây cho đến khi chiến dịch kết thúc. Số phận của Schweidnitz coi như đã được định đoạt, và Daun không còn ý định nào để giải vây cho Schweidnitz nữa. Cuối cùng, vào tháng 10, pháo đài Schweidnitz đã thất thủ về tay người Phổ.